# Les Mondes d'Aldébaran
Pour les articles homonymes, voir Aldébaran (homonymie).
Les Mondes d'Aldébaran est une série de bandes dessinées conçue et réalisée par Luiz Eduardo de Oliveira, dit Leo. Cette collection comprend sept cycles (Aldébaran, Bételgeuse, Antarès, Survivants : Anomalies quantiques, Retour sur Aldébaran, Neptune et Bellatrix) tous publiés chez l'éditeur Dargaud.
L’œuvre relève du planet opera, un sous-genre de science-fiction. Les personnages évoluent sur plusieurs exoplanètes appartenant à divers systèmes et sont confrontés à la faune de ces mondes, ainsi qu'aux divergences d'intérêt qui perturbent les tentatives de colonisation humaine. Une mystérieuse intelligence extra-terrestre intervient au cours de ces péripéties.
L'auteur a imaginé des planètes pouvant accueillir des êtres humains : atmosphère, gravité, terres cultivables. Il les a peuplées d'une faune et d'une flore très diversifiées et entretenant des relations trophiques complexes.
La saga francophone a été traduite en plusieurs langues dont l'allemand, l'italien, le néerlandais, le polonais, l'espagnol et l'anglais.

## Albums
La saga des Mondes d’Aldébaran est structurée en cycles d’une longueur de deux à six albums, chaque cycle se déroulant sur une planète différente. Seul le cycle Antarès comprend six tomes. Bien qu’il soit possible de lire les cycles séparément, ils se suivent chronologiquement et forment un tout cohérent. À chaque cycle et chaque planète, les personnages secondaires changent, mais les personnages principaux de l’histoire sont présents tout au long de la saga. Un album hors série consacré à l'ensemble de cette collection est en préparation aux éditions Dargaud.
Premier cycleAldébaran
- 1 La Catastrophe, Dargaud, 1994
Scénario : Leo - Dessin et couleurs : Leo -  (ISBN 978-2205049671)
- 2 La Blonde, Dargaud, 1995
Scénario, dessin et couleurs : Leo -  (ISBN 978-2205049688)
- 3 La Photo, Dargaud, 1996
Scénario, dessin et couleurs : Leo -  (ISBN 978-2205049695)
- 4 Le Groupe, Dargaud, 1997
Scénario, dessin et couleurs : Leo -  (ISBN 978-2205049701)
- 5 La Créature, Dargaud, 1998
Scénario, dessin et couleurs : Leo -  (ISBN 978-2205049718)[2]

Deuxième cycleBételgeuse
- 1 La Planète, Dargaud, janvier 2000
Scénario : Leo - Dessin et couleurs : Leo -  (ISBN 978-2205049022)
- 2 Les Survivants, Dargaud, mars 2001
Scénario, dessin et couleurs : Leo -  (ISBN 978-2205049879)
- 3 L'Expédition, Dargaud, août 2003
Scénario, dessin et couleurs : Leo -  (ISBN 978-2205052312)
- 4 Les Cavernes, Dargaud, novembre 2003
Scénario, dessin et couleurs : Leo -  (ISBN 978-2205054750)
- 5 L'Autre, Dargaud, août 2005
Scénario, dessin et couleurs : Leo -  (ISBN 978-2205056365)

Troisième cycleAntarès
- 1 Épisode 1, Dargaud, avril 2007
Scénario : Leo - Dessin et couleurs : Leo -  (ISBN 978-2205058895)
- 2 Épisode 2, Dargaud, février 2009
Scénario, dessin et couleurs : Leo -  (ISBN 978-2205061857)
- 3 Épisode 3, Dargaud, février 2010
Scénario, dessin et couleurs : Leo -  (ISBN 978-2205063714)
- 4 Épisode 4, Dargaud, novembre 2011
Scénario, dessin et couleurs : Leo -  (ISBN 978-2205067651)
- 5 Épisode 5, Dargaud, octobre 2013
Scénario, dessin et couleurs : Leo -  (ISBN 978-2205071276)
- 6 Épisode 6, Dargaud, août 2015
Scénario, dessin et couleurs : Leo -  (ISBN 978-2205073973)

Cycle parallèleSurvivants : Anomalies quantiques
- 1 Épisode 1, Dargaud, janvier 2011
Scénario : Leo - Dessin et couleurs : Leo -  (ISBN 978-2205065244)
- 2 Épisode 2, Dargaud, octobre 2012
Scénario, dessin et couleurs : Leo -  (ISBN 978-2205069969)
- 3 Épisode 3, Dargaud, septembre 2014
Scénario, dessin et couleurs : Leo -  (ISBN 978-2205071351)
- 4 Épisode 4, Dargaud, avril 2016
Scénario, dessin et couleurs : Leo -  (ISBN 978-2205075090)
- 5 Épisode 5, Dargaud, mars 2017
Scénario, dessin et couleurs : Leo -  (ISBN 978-2205076660)

Cinquième cycleRetour sur Aldébaran
- 1 Épisode 1, Dargaud, 25 mai 2018
Scénario : Leo - Dessin et couleurs : Leo -  (ISBN 978-2205077797)
- 2 Épisode 2, Dargaud, 7 juin 2019
Scénario : Leo - Dessin et couleurs : Leo -  (ISBN 978-2205079388)
- 3 Épisode 3, Dargaud, 16 octobre 2020
Scénario : Leo - Dessin et couleurs : Leo -  (ISBN 978-2205083972)

Sixième cycleNeptune
- 1 Épisode 1, Dargaud, 21 janvier 2022
Scénario, dessin et couleurs : Leo -  (ISBN 978-2205089660)[4]
- 2 Épisode 2, Dargaud, 23 septembre 2022
Scénario, dessin et couleurs : Leo -  (ISBN 978-2205202892)[5]

Septième cycleBellatrix
- 1 Épisode 1, Dargaud, 22 septembre 2023
Scénario, dessin et couleurs : Leo -  (ISBN 978-2205206173)[6]
- 2 Épisode 2, Dargaud, 20 septembre 2024
Scénario, dessin et couleurs : Leo - (ISBN 978-2-205-21148-1)

## Intégrales
- 1 Cycle Aldébaran : L'intégrale, Dargaud, juillet 1999
Scénario, dessin et couleurs : Leo -  (ISBN 978-2205049381)
- 2 Cycle Bételgeuse : L'intégrale, Dargaud, novembre 2006
Scénario, dessin et couleurs : Leo -  (ISBN 978-2205059304)
- 3 Cycle Antarès : L'intégrale, Dargaud, novembre 2018
Scénario, dessin et couleurs : Leo -  (ISBN 978-2205078985)
- 4 Cycle Survivants : L'intégrale, Dargaud, novembre 2019
Scénario, dessin et couleurs : Leo -  (ISBN 978-2205079630)
- 5 Cycle Retour sur Aldébaran : L'intégrale, Dargaud, octobre 2024
Scénario, dessin et couleurs : Leo - (ISBN 978-2205213034)